# Bahà-ad-Dawla (búyida)
Bahà-ad-Dawla wa-Diyà-al-Mil·la Abu-Nasr Fíruz ibn Àdud-ad-Dwla, més conegut per la primera part del seu làqab com Bahà-ad-Dawla (972-22 de desembre de 1012) fou emir (sovint anomenat sultà) buwàyhida o búyida de l'Iraq, Fars i Kirman. Era el tercer fill d'Àdud-ad-Dawla.
A la mort sobtada del seu germà Xàraf-ad-Dawla el 6 de setembre de 989, el va succeir com amir al-umarà a l'Iraq. Va agafar el títol suplementari de Diyà-al-Mil·la. El visir Abu-l-Qàssim Ala ibn Hasan ibn Ali va ordenar cegar al tercer germà, Samsam-ad-Dawla, que estava presoner, però aquest en la confusió es va escapar, i va reunir partidaris; llavors fou cridat a Shiraz pel mateix Abu-l-Qàssim Ala, que el va asseure al tron amb el suport de la mare de Samsam-ad-Dawla, Sayyida, i fou confirmat com a visir; Samsam-ad-Dawla va dominar Fars i Khuzistan (que depenia de l'Iraq). A Kirman el governador Timurtash donava suport a Bahà-ad-Dawla però Abu-l-Qàssim Ala el va fer empresonar i executar i així Samsam-ad-Dawla va dominar també Kirman.
Tot i així el deganat familiar corresponia al seu oncle Fakhr-ad-Dawla, emir de Rayy, Hamadan i Esfahan (Djibal). Fakhr va envair Khuzistan (que tot i que depenia de l'Iraq estava en mans de Samsam-ad-Dawla) potser per evitar que les possessions dels dos germans fossin contigües; però algunes disputes amb els caps militars i unes inundacions van desorganitzar el seu exèrcit i es va haver de retirar (989); això va incitar als dos germans a concertar una aliança. Samsam-ad-Dawla va renunciar al Khuzistan a favor del seu germà Bahà-ad-Dawla de l'Iraq, conservant Fars i Kirman; els dos es van declarar iguals, i van agafar el títol de malik (rei).
Com amir al-umara buwàyhida Baha-ad-Dawla va destronar al califa al-Tai i va posar al tron al seu cosí al-Qàhir (991). Esperava que seria manejable i estaria agraït, ja que sota el seu cosí, per problemes familiars, havia hagut de fugir de Bagdad i inicialment al-Qàhir li va donar ampli suport i li va concedir divers làqabs honorífics; va acceptar tanmateix el seu matrimoni amb la filla de Baha-ad-Dawla (que va morir abans de l'enllaç).
El 994 Baha-ad-Dawla va intentar obtenir la supremació sobre Samsam-ad-Dawla; el califa li va donar el títol de Shâhanshâh i va envair els territoris del seu germà, però fou derrotat i es va haver de retirar cap a Bàssora abandonant el Khuzistan (995). Samsam-ad-Dawla va obtenir tanmateix el control d'Oman. Fakhr-ad-Dawla del Djibal i Samsam-ad-Dawla es va reconciliar en aquest temps i el segon va reconèixer al primer com a degà (994).
La mort de Fakhr-ad-Dawla es va produir el 997. Un fill va rebre Hamadan (Xams-ad-Dawla) mentre l'altra rebia Esfahan i Rayy (Majd-ad-Dawla). Això suposava la desaparició del degà familiar. Els disturbis en els dominis de Samsam-ad-Dawla van permetre a Bahà-ad-Dawla actuar a Fars. Amb el suport del cap kurd Badr ibn Hasanwayh, va iniciar l'expedició al Fars el desembre del 998, però Samsam fou assassinat al mateix temps per un fill d'Izz-ad-Dawla Bakhtiar, que s'havia revoltat. Baha-ad-Dawla va entrar a Shiraz i va derrotar el fill rebel d'Izz-ad-Dawla i els seus germans, que havien assolit el poder. Es va establir a Siraz (999) i després d'un breu retorn a Bagdad, s'hi va instal·lar defitivament i ja no va tornar a l'Iraq on els emirs menors Bany Ukayl de Mossul es van estendre cap al sud fins a al-Anbar; Baha-ad-Dawla només va conservar Bagdad i Wasit a l'Iraq. Vers el 1009 fou reconegut com a degà de la família per l'emir de Hamadan, Xams-ad-Dawla, i pel d'Esfahan i Rayy, Majd-ad-Dawla.
Va morir a Arradjan (entre Fars i Khuzistan) el 2 de desembre de 1012. Havia designat successor al seu fill Sultan-ad-Dawla, que fou reconegut a l'Iraq, Fars i Khuzestan mentre un altre fill (dels cinc que va tenir) de nom Abu-l-Fawaris conegut per Qawam-ad-Dawla va rebre Kirman, i un tercer fill (Jalal-ad-Dawla) va rebre el govern de Bàssora.